# Донегол (округ)
Округ Донегол (енгл. County Donegal, ир. Contae Dhún na nGall) је један од 32 историјска округа на острву Ирској, смештен у његовом северном делу, у покрајини Алстер.
Данас је округ Донегол један од 26 званичних округа Републике Ирске, као основних управних јединица у држави. Седиште округа је град Лифорд, док је највећи град Летеркени.

## Положај и границе округа
Округ Донегол се налази у северном делу ирског острва и Републике Ирске и граничи се са:
- север: Атлантски океан,
- североисток: округ Дери (Северна Ирска),
- исток: округ Тирон (Северна Ирска),
- југоисток: округ Фермана (Северна Ирска),
- југ: округ Литрим,
- запад: Атлантски океан.

## Природни услови
Каван је по пространству један од највећих ирских округа - заузима 4. место међу 32 округа.
Рељеф: Већи део округа Донегол је са негостољубив и брдски у односу на остатак Алстера. Најпознатије планине су Деривеа на северу и Блустак планина на југу. На планини Блустак се налази и највиши врх округа, висок 749 метара. У средишњем делу постоји пар долина, које су питомије и погодније за живот.
Клима Клима у округу Донегол је умерено континентална са изразитим утицајем Атлантика и Голфске струје. Стога град одликује блага и веома променљива клима.
Воде: Округ Донегол има дугу обалу на Атлантику на северу и западу. Обала са много дубоких залива стрмих обала у виду литица. Од река у округу најбитније су река Ерн на југу и река Фојл на истоку, која је граница ка Северној Ирској. У округу постоји и низ веома малих језера, махом у његовом западном делу.

## Становништво
По подацима са Пописа 2011. године на подручју округа Донегол живело је преко 160 хиљаде становника, већином етничких Ираца. Ово је за 70% мање него на Попису 1841. године, пре Ирске глади и великог исељавања Ираца у Америку. Међутим, последње три деценије број становника округа расте по стопи од близу 1% годишње.
Густина насељености - Округ Донегол има густину насељености од 33 ст./км², што је готово двоструко мање од државног просека (око 60 ст./км²). Источни део округа је боље насељен него западни, брдско-планински.
Језик: Око 15% окружног становништва насељава тзв. Подручја ирског језика (западни део округа), где је једино ирски језик у званичној употреби. У остатку округа се равноправно користе енглески и ирски језик.